# Jürgen Egle
Jürgen Egle är en österrikisk alpin skidåkare.

## Meriter
- Paralympiska vinterspelen 2006  
  - Brons, storslalom sittande
  - Brons, slalom sittande